# Uea (Insel)
Uea ist die zweitgrößte Insel der Rotuma-Inseln im zentralen Pazifischen Ozean, nach der  um ein Vielfaches größeren Hauptinsel Rotuma. Politisch gehört sie zum besonderen Verwaltungsgebiet Rotuma des Inselstaates Fidschi, und beinhaltet dessen nördlichste Landmasse. Sie gehört zum Ho'aga Keua, Teil des Dorfes Lopo im Distrikt Ituʻmuta.

## Geographie
Die Insel liegt rund 3 km nordwestlich der Ituʻmuta-Halbinsel von Rotuma, der Hauptinsel des Archipels. Sie liegt dabei nahezu exakt auf dem 177. Längengrad Ost. Uea ist 1,1 km lang, bis zu 800 m breit und hat eine Fläche von 73 ha (0,73 km²). Die hügelige und von steilen Küstenkliffs geprägte Insel ist vulkanischen Ursprungs und erreicht im Mount Sarafui im Westteil der Insel eine Höhe von 262 m über dem Meer. Das heute unbewohnte Eiland war bis in die 1930er Jahre dauerhaft von Polynesiern besiedelt. Das gleichnamige Dorf lag im Osten der Insel. Uea wird heute noch gelegentlich zur Ernte von Kokosnüssen aufgesucht.

## Fauna
Die dicht bewaldete Insel stellt ein bedeutendes Rückzugsgebiet für den für die Rotuma-Inseln endemischen und in seinem Bestand gefährdeten Karmesinhonigfresser (Myzomela chermesina) dar.